# Emilio Costa
Emilio Costa, född 1866, död 1925, var en italiensk jurist.
Costa blev professor i Bologna, och har utforskat den romerska rättens utveckling hos de klassiska talarna, komediförfattarna och juristerna. Costas huvudverk är Papiniano (4 band, 1894-1899), Storia del diritto romano privato (2:a upplagan 1908), samt Storia del diritto romano pubblico (1906).